# Gunther Karl
Gunther Karl (* 19. Juli 1948 in Berlin) ist ein deutscher Richter und war von 2004 bis 2013 Präsident des Finanzgerichts des Landes Sachsen-Anhalt.
Nach Erlangung der Befähigung zum Richteramt trat Karl in den höheren Justizdienst des Landes Berlin ein und wurde zunächst als Richter auf Probe am Verwaltungsgericht Berlin tätig. 1978 zum Richter auf Lebenszeit ernannt wurde Karl nach vorübergehender Abordnung an den Senator für Justiz zum Richter am Finanzgericht Berlin und 1994 zum Vorsitzenden Richter ernannt.
Am 19. November 2004 wurde Karl Präsident des Finanzgerichts des Landes Sachsen-Anhalt. Dieses Amt übte er bis zu seinem Eintritt in den Ruhestand im Jahr 2013 aus.